# The House of Love
The House of Love est un groupe de rock alternatif britannique fondé en 1986 par  Guy Chadwick.
Leur premier album House of Love sorti sur le label indépendant Creation Records, suscite un enthousiasme critique grâce notamment au jeu de guitares de Terry Bickers. Les singles Shine on et Christine permettent au groupe d'asseoir sa popularité en 1988. Le groupe signe ensuite avec Fontana Records/PolyGram Music pour son deuxième album produit en partie par Stephen Hague, un album sans titre avec pour pochette un papillon: il comprend le single The Beatles and the Stones. Le groupe connaît début 1991 une notoriété en France avec une tournée de plus de vingt dates dont un concert à l'Olympia de Paris retransmis sur radio France inter. Leur troisième album Babe Rainbow confirme ce succès dans l'hexagone avec le single You Don't Understand mais en Angleterre, les ventes ne répondent pas aux attentes d'une major. Après un dernier album, House of Love se sépare en 1993. 
Douze ans plus tard en 2005, ils se reforment et sortent Days Run Away. En 2020, le groupe est de nouveau réduit à Chadwick, celui-ci ayant annoncé une toute nouvelle formation avec d'autres musiciens.

## Histoire
The House of Love arrive sur la scène indépendante anglaise avec un son rock psychédélique teinté de guitares nerveuses. Le groupe s'est formé à Camberwell, en 1986. Le label Creation Records sort leurs 3 premiers singles dont l'emblématique Shine On. Ils enregistrent ensuite en 1988 un premier album non titré; aucun album ne portera de titre jusqu'en 1991. L'une des sorties les plus remarquées est le morceau Destroy the Heart, avec les chansons Blind and Mr. Jo sur la face-b du maxi. Une compilation allemande, regroupant leurs premiers morceaux hors album ainsi que leurs faces B, reçoit des critiques favorables.
Leur premier album The House of Love, salué par de nombreux critiques, est l'un des meilleurs albums de l'année 1988 dans le classement du NME. La pochette reproduit en gros plan une photo des visages de Chadwick et Bickers sans artifice. Ces premiers succès poussent plusieurs maisons de disques à surenchérir des appels d'offres pour les signer sur une major. Le groupe choisit Fontana Records. Les 2 premiers morceaux publiés sous ce nouveau label Never et I Don't Know Why I Love You restent aux portes du Top 40 britannique, mais une nouvelle version de leur tout premier succès, Shine On, atteint finalement le Top 20 en 1990. Andrea Heukamp qui avait quitté le groupe en 1987, participe aux sessions pour faire des chœurs. Toutefois, le groupe connait en interne une première crise. L'usage de la drogue crée des tensions entre Chadwick et Bickers, et ce dernier quitte le groupe pour fonder Levitation. Simon Walker le remplace.
Le deuxième album nommé également House of Love (encore désigné Butterfly en raison de sa pochette, ou simplement Fontana par opposition au premier album sorti sur le label Creation), entre dans le Top 10 anglais. Le morceau The Beatles and the Stones rencontre aussi un succès en entrant dans le Top 40. En France, le groupe est soutenu par la presse spécialisée et les médias. Une nouvelle compilation, A Spy in the House of Love, comprenant des anciennes maquettes et un échantillon des faces B, est publiée en 1990. Début 1991, le groupe entreprend une grande tournée française dont le clou est un passage à Paris à l'Olympia de Bruno Coquatrix, le concert est diffusé en prime time sur radio France Inter dans l'émission de Bernard Lenoir. Walker quitte le groupe en 1992 et est remplacé par le guitariste Simon Mawby.
Le troisième album Babe Rainbow remporte un certain succès en France avec le single You Don't Understand dont la vidéo est diffusée sur MTV. En Angleterre, les ventes s'essoufflent et le disque ne figure que quelque temps dans le top 40. Un an plus tard, ils publient un autre disque Audience With the Mind qui reçoit peu d'échos. Le groupe se sépare juste après. Chadwick réapparait avec un album solo Lazy Soft and Slow en 1998. En France, le disque est promu par une Black session enregistrée à la maison de la radio à Paris pour France Inter et Paris Première. Après un hiatus de plusieurs années, le groupe se réunit au milieu des années 2000 avec le guitariste originel Terry Bickers et repart en tournée au Royaume-Uni et en Irlande. Compte tenu de l'animosité entre Chadwick et Bickers, la reformation du groupe en 2005 par ces deux musiciens apparaît comme une surprise. Ils composent de nouveaux titres et sortent un album, Days Run Away, puis huit ans plus tard She Paints Words In Red en 2013 chez Cherry Records.
En 2020, un communiqué de presse annonce une nouvelle formation du groupe, Chadwick commentant « J'ai assemblé un fantastique nouveau groupe avec de supers musiciens ».

## Formations
- Guy Chadwick, chanteur guitariste (ex-Kingdoms),

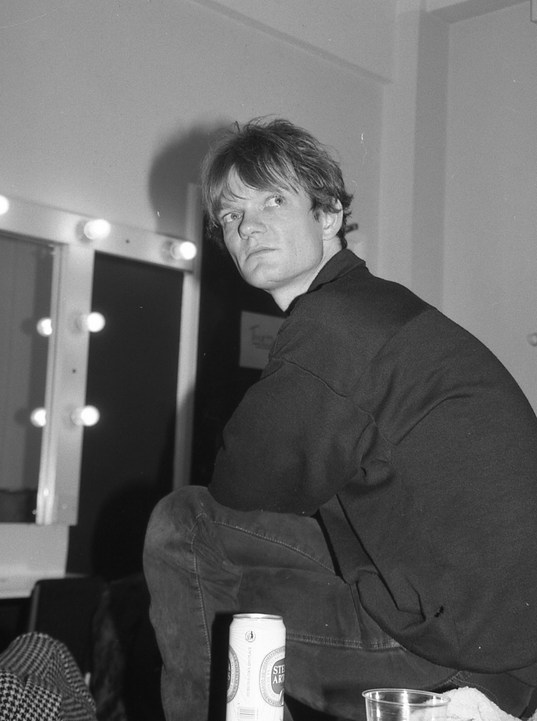
Guy Chadwick, en 1989.

- Keith Osborne, guitare,
- Harry Osborne, basse,
- Hugo Degenhardt, batterie.

## Discographie

### Albums studio
- The House of Love (1988 album) - 1988 - Creation
- The House of Love (1990 album) - 1990 - Fontana
- Babe Rainbow - 1992 - Fontana
- Audience With the Mind - 1993 - Fontana/Mercury
- Days Run Away - 2005 - Art & Industry
- She Paints Words In Red - 2013 - Cherry Red Records
- A State of Grace - 2022 - Shine On Records

### Compilations & Albums Live
- The House of Love (singles collection) - 1987 - Creation/Rough Trade
- A Spy in the House of Love - 1990 - Fontana
- Best of The House of Love - 1998 - Fontana/Mercury/Chronicles
- The John Peel Sessions 88-89 - 2000 - Strange Fruit
- 1986-88 The Creation Recordings - 2001 - PLR
- The Fontana Years - 2004 - Spectrum
- Live at the BBC - 2009 - Fontana/Mercury
- Live at the Lexington 13.11.13 - 2014 - Cherry Red Records
- Burn Down the World: The Fontana Years 1989-1993 (Coffret 8CD) - 2022 - Cherry Red Records

### Singles
| Année | Titre                            | Charts UK | Charts des diffusions radios indie aux USA | Album                             |
| 1987  | Shine On                         |           |                                            |                                   |
| 1987  | Real Animal                      |           |                                            |                                   |
| 1988  | Christine                        |           | #8                                         | The House of Love [1988]          |
| 1988  | Destroy the Heart                |           |                                            |                                   |
| 1989  | Never                            | #41       |                                            | The House of Love [1990]          |
| 1989  | I Don't Know Why I Love You      | #41       | #2                                         | The House of Love [1990]          |
| 1990  | Shine On (remix)                 | #20       |                                            | The House of Love [1990]          |
| 1990  | Beatles and the Stones           | #36       |                                            | The House of Love [1990]          |
| 1991  | Marble                           |           | #5                                         | A Spy in the House of Love [1990] |
| 1991  | The Girl With The Loneliest Eyes | #58       |                                            | Babe Rainbow [1992]               |
| 1992  | Feel                             | #45       |                                            | Babe Rainbow [1992]               |
| 1992  | You Don't Understand             | #46       | #8                                         | Babe Rainbow [1992]               |
| 1992  | Crush Me                         | #67       |                                            | Babe Rainbow [1992]               |
| 1993  | Hollow                           |           |                                            | Audience With the Mind [1993]     |